# Olivier Campan
Pour les articles homonymes, voir Campan (homonymie).
Pas d'image ? Cliquez ici

a Compétitions nationales et continentales officielles uniquement.

b Matchs officiels uniquement.
Olivier Campan, né le 15 mars 1970 à Mauvezin (Gers), est un joueur de rugby à XV, qui a joué avec l'équipe de France, évoluant au poste de trois-quarts centre ou arrière.

## Carrière
Il dispute 15 matchs en bouclier européen ou challenge européen. Il dispute son premier test match le 26 juin 1993 contre l'Afrique du Sud, et son dernier test match contre la Roumanie, le 20 avril 1996.
- 1989-1998 : SU Agen
- 1998-2000 : CA Brive
- 2000-2001 : Football club Auch Gers

## Palmarès
Avec le SU Agen
- Championnat de France de première division :
  - Vice-champion (1) : 1990
- Challenge Yves du Manoir :
  - Vainqueur (1) : 1992
- Bouclier européen :
  - Finaliste (1) : 1998

Avec le CA Brive
- Coupe de France :
  - Finaliste (1) : 2000

## Statistiques en équipe nationale
- 6 sélections
- 5 points (1 essai)
- Sélections par année :  3 en 1993 et 3 en 1996

## Politique
Il est élu conseiller municipal (sans étiquette) en mars 2008, réélu en 2014, dans la ville de Saumont en Lot-et-Garonne,. En juin 2012, il est élu suppléant dans la première circonscription de Lot-et-Garonne aux côtés de la socialiste Lucette Lousteau. En juin 2017, il ne se représente pas en tant que suppléant de Lucette Lousteau.